# Manolo (scultore)
Manolo, pseudonimo di Manuel Martinez Hugué (Barcellona, 1872 – Caldes de Montbui, 17 novembre 1945), è stato uno scultore, pittore e poeta spagnolo.

## Biografia

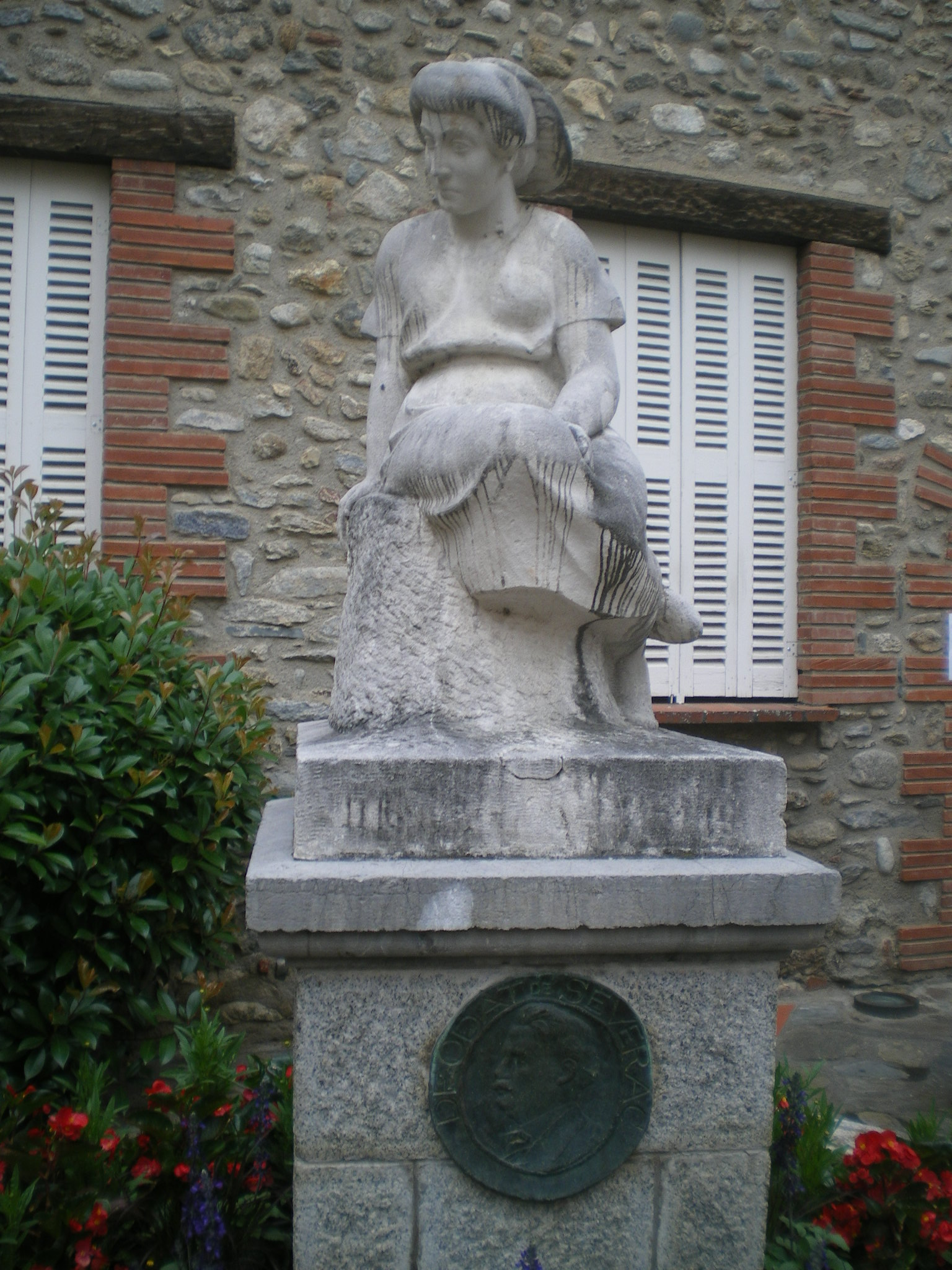
Statua di Magali de Severac, Céret

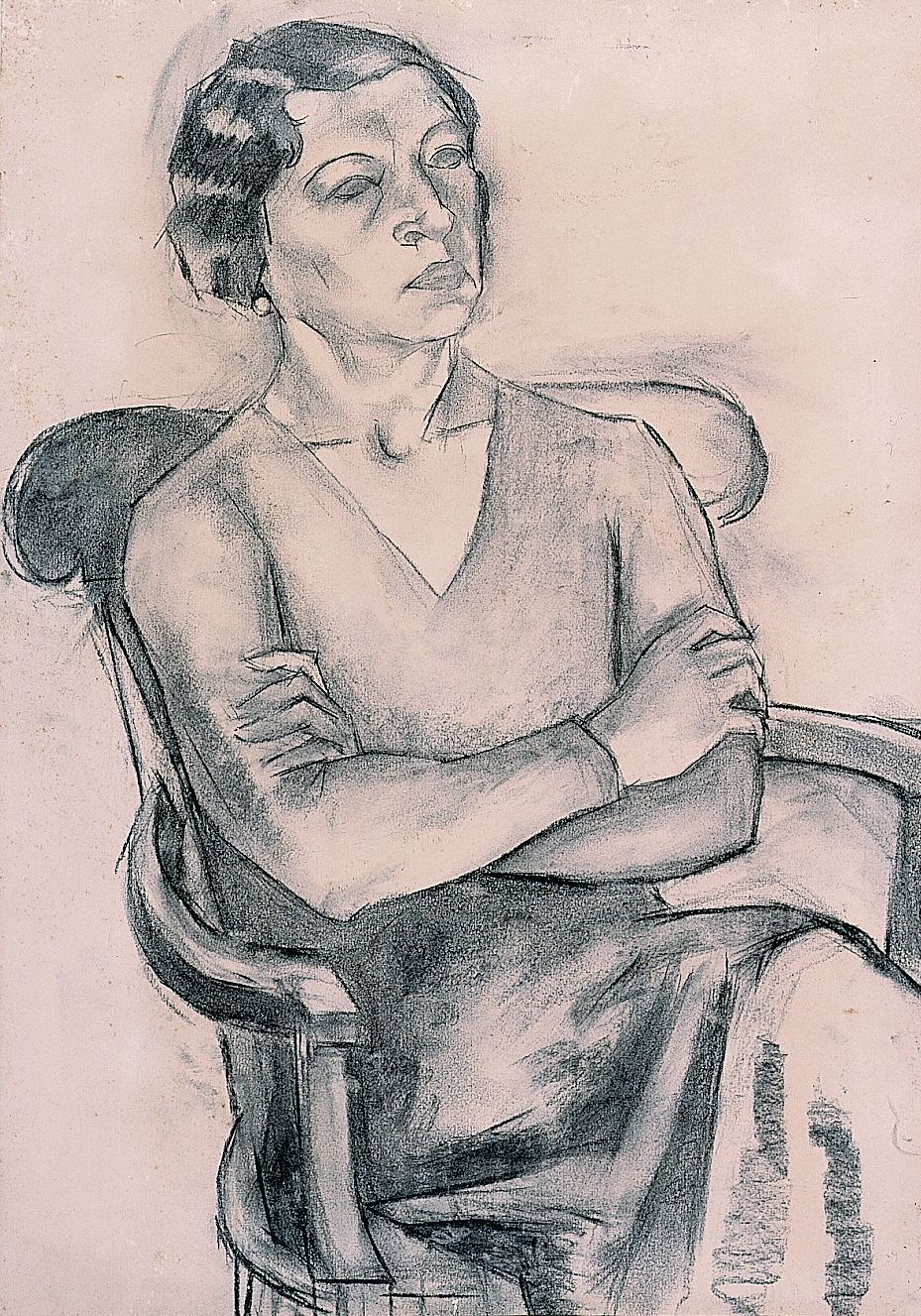
Totote, opera di Manolo, Museo Abelló

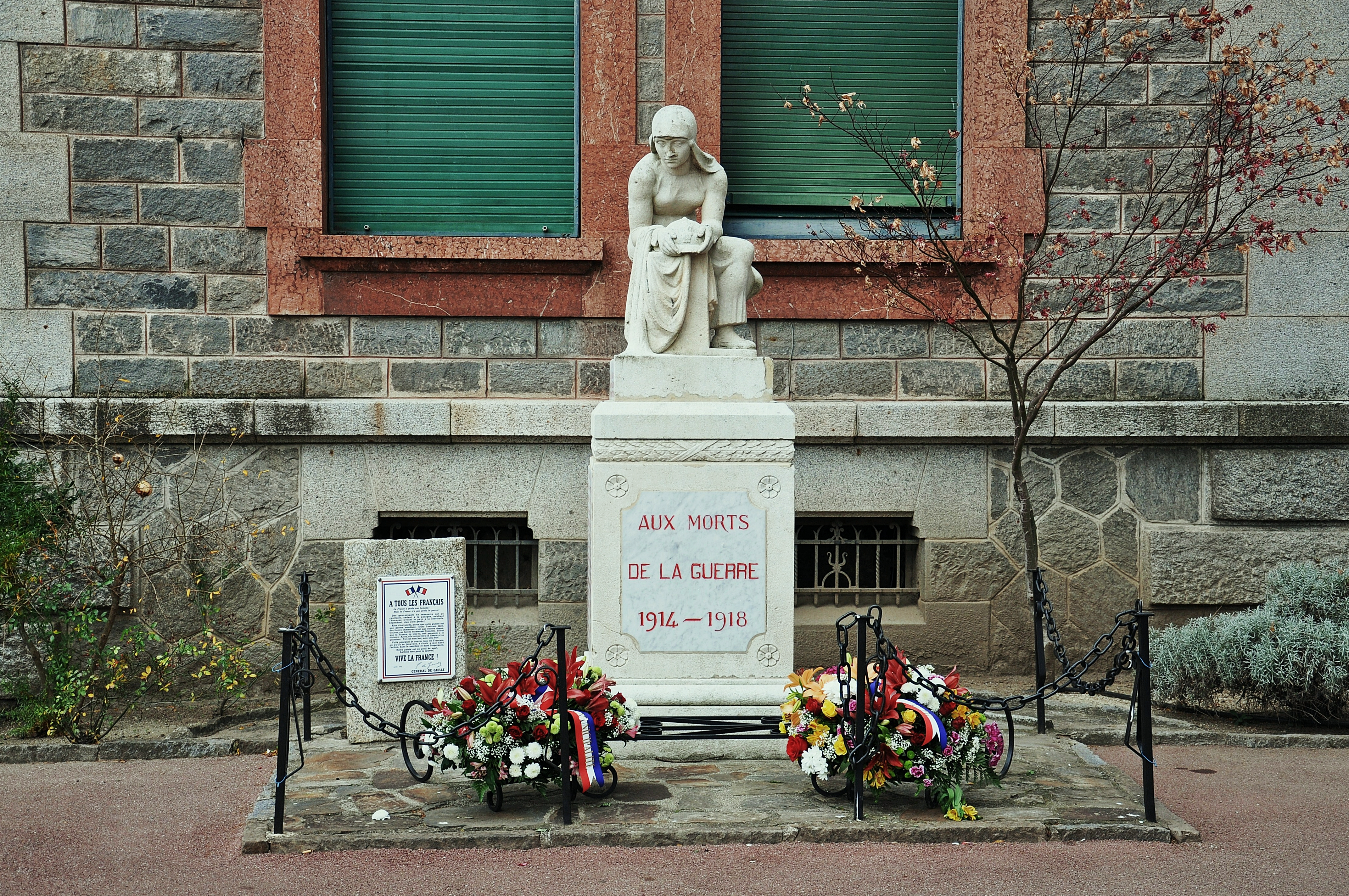
Monumento ai Caduti di Arles-sur-Tech, parco dell'Hôtel de ville, 1924

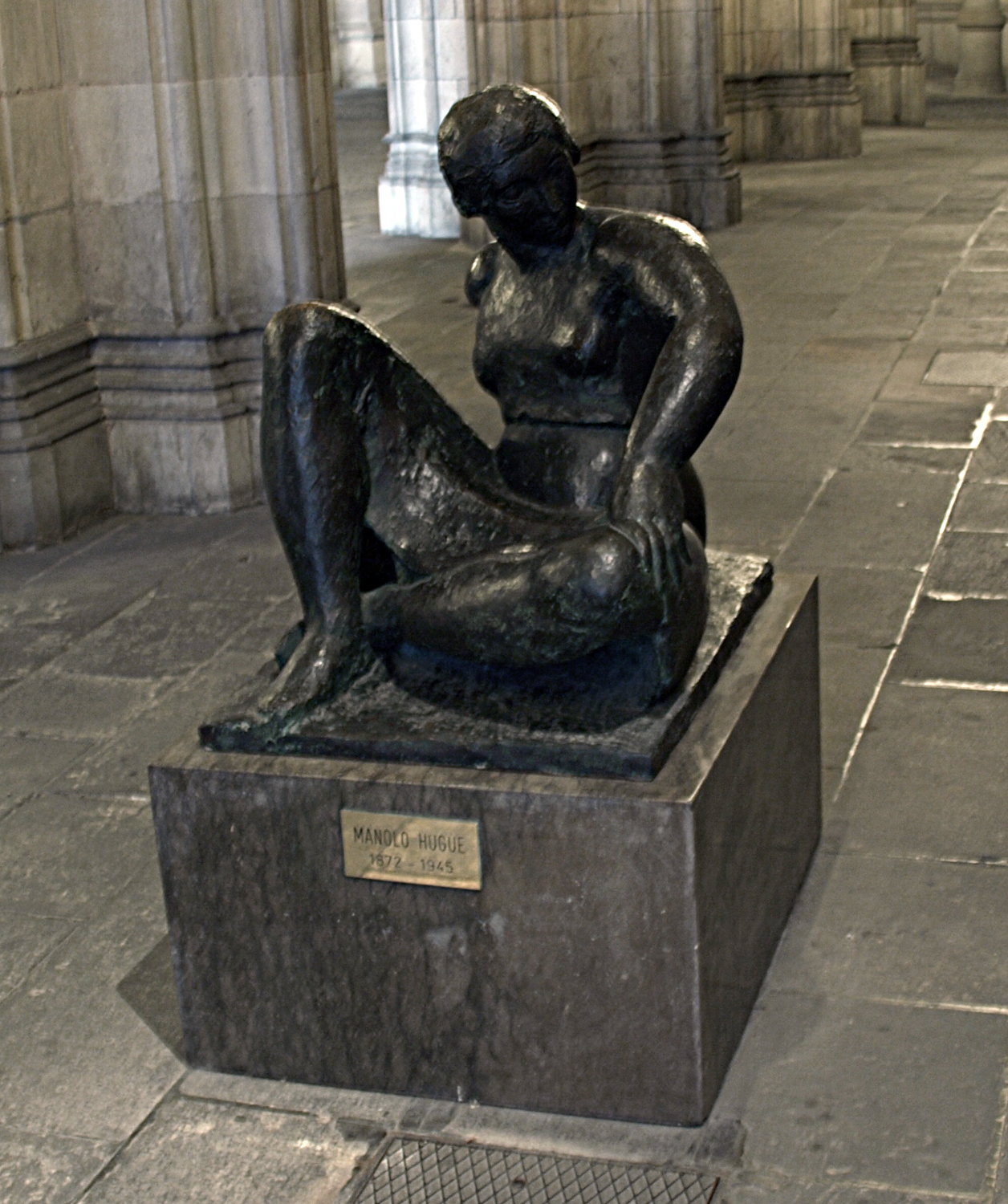
Donna seduta, 1930, Oviedo

### Nascita, studi e formazione
Manolo, nacque nel 1872 a Barcellona, figlio del militare Martínez e della sarta Anna Hugué i Gaspar, in una famiglia comprendente una sorella, Encarnació, e tre fratelli; 
durante la sua giovinezza, soffrì per varie malattie, come il tifo.
Nel 1890, si interessò all'arte e frequentò l'Accademia Lancaster a Barcellona, dove si orientò verso la scultura.
Nel 1900 si trasferì e soggiornò per dieci anni a Parigi, dove conobbe Picasso, ma condusse una vita vagabonda e povera.
In queste condizioni difficili, non riuscì a lavorare ma comunque incontrò personaggi importanti, come Apollinaire, Max Jacob, Léon-Paul Fargue, Georges Braque, Juan Gris, e visitò i musei del Louvre, di Cluny, Guimet e Carnavalet.
Nel 1906 conobbe Jeanne de la Rochette, soprannominata Totote, una cameriera parigina, che divenne la sua partner, la sua modella e musa ispiratrice per il resto della sua vita.
Successivamente si trasferì nel 1910 a Céret, un piccolo villaggio della Catalogna francese, dove rimase fino al 1928,incominciando a scolpire.
Manolo riscosse rapidamente consensi e riconoscimenti: nel 1913, il suo lavoro fu esposto all'Armory Show di New York e alle mostre di Daniel-Henry Kahnweiler in Germania e a Parigi.
Ha quindi regolarmente partecipato a mostre negli Stati Uniti d'America, in Germania, Spagna e Francia.
Dopo di che, a causa della poliartrite, tornò in Spagna, a Caldes de Montbui, dove rimase fino alla sua morte, il 17 novembre 1945.
Negli ultimi anni di vita, il suo paese rese omaggio alla sua opera nominandolo membro della Real Academia Catalana de Bellas Artes de San Jorge; nel 1932, fu celebrato anche in Francia in una mostra al Museo Grand Palais.

### Stile e caratteristiche
Il suo stile risultò influenzato dalle sue esperienze parigine, durante le quali si interessò più alle arti egiziane, arcaiche greche, romaniche e gotiche, che ai movimenti d'avanguardia come il cubismo,anche se si ispirò a Paul Gauguin e ad Aristide Maillol.
La sua miscela di differenti stili si caratterizzò per la semplificazione razionale, sempre nei limiti della figurazione, oltre che per la presenza di elementi mediterranei, ispirata alle arti antiche e arcaiche classiche che fiorirono sulle sue coste.
Manolo dedicò la sua attenzione a tematiche popolari e realistiche come il torero, le donne con i loro appassionati, i contadini, le scene di campagna, i ritratti,ma senza sfiorare il pittoresco.
Il suo stile naturalistico si evidenziò in opere come La vecchia catalana (1911), Giovane donna accovacciata (1914), I due toreri (1922), Il torero seduto (1923), Fanciulla assisa (1929); tutte opere realizzate su disegni in piccole dimensioni, in bronzo, in terracotta o in pietra, aderenti ad una ispirazione figurativa, intrise di elementi popolareschi e definite da una consistente plasticità.
Il suo stile, anche se non vicino alla scultura d'avanguardia, sia per la freschezza sia per ricerca plastica, contiene molti elementi di modernità.
La sua opera ricorda quella del suo amico Aristide Maillol, soprattutto quando raffigura la donna mediterranea: robusta, massiccia e tuttavia armoniosa e materna, come la monumentale Donna catalana eretta in una piazza di
Céret.

## Opere principali

### Scultura
- La vecchia catalana, 1911;
- Giovane catalana, 1911;
- Giovane donna accovacciata, 1914;
- Due catalane, 1914;
- Torero, 1914;
- Madame Justrafré, 1919;
- Totote, 1919;
- I due toreri, 1922;
- Il torero seduto, 1923;
- Camil Fábregas, 1926;
- Fanciulla assisa, 1929;
- Due amici, 1930;
- La Bacante, 1934;
- Cantante, 1938;
- Il violinista Francesco Costa, 1939.

### Pittura
- Paesaggio di Céret, 1926;
- Vendimiadora, 1927.